# Кученяєво (Ардатовський район)
Кученя́єво (рос. Кученяево, ерз. Куцян веле) — село у складі Ардатовського району Мордовії, Росія. Адміністративний центр Кученяєвського сільського поселення.

## Населення
Населення — 763 особи (2010; 899 у 2002).
Національний склад (станом на 2002 рік):
- ерзяни — 98 %